# Jämtö småkyrka
Jämtö småkyrka är en kyrkobyggnad i Jämtön i Luleå kommun, vilken tillhör Råneå församling i Luleå stift.

## Kyrkobyggnaden
Kyrkan har ritats av Thurfjells arkitektkontor i Luleå. Den är byggd i kåtastil i slutet av 1950-talet och är närmast unik i sitt slag. Den invigdes av biskop Ivar Hylander 1960.

## Inventarier
Grönlunds Orgelbyggeri i Gammelstad har byggt orgeln. Altartavlan målades av Marianne Nordström som idag är nunna vid Alsike kloster, 15 km söder om Uppsala.